# Bony de Sant Martí
El Bony de Sant Martí és una muntanya de 1.704 metres que es troba al municipi d'Alins, a la comarca del Pallars Sobirà.